# Corniche
Pour l’article ayant un titre homophone, voir Cornish.
Pour les articles homonymes, voir Corniche (homonymie).
Ne doit pas être confondu avec Surplomb.
Une corniche est un couronnement continu en saillie d'un élément, d'un meuble (armoire par exemple) ou d'une construction. La fonction principale en est de rejeter les eaux de pluie loin de la façade.
Dans l’architecture antique grecque, puis romaine, la corniche appartient à l’entablement, qui comprend l'architrave, la frise et, dans sa partie supérieure, la corniche. L'élément essentiel de la corniche est le larmier, qui en est la partie horizontale et en saillie, d'où s'écoulent les « larmes » de pluie,. Dans l'architecture médiévale, romane puis gothique, la corniche est un simple bandeau en surplomb, qui supporte la gouttière. Elle repose généralement sur des corbeaux ou des modillons. À l'intérieur d'un édifice, la corniche assure un encorbellement continu et joue un rôle important dans la décoration. À partir de la Renaissance, c'est la corniche romaine qui sert de modèle.
La corniche est le plus souvent horizontale, mais peut être également en pente si elle se développe le long du rampant d'un fronton par exemple. Elle a pour usage d'évacuer l'eau sans endommager la façade, et permet aussi de souligner certaines lignes du bâtiment, comme la distinction des étages. Un fronton peut être défini comme la rencontre de deux parties de corniche qui s'élèvent des deux extrémités d'un avant-corps de bâtiment. Il y a des frontons triangulaires et des frontons circulaires.

## Styles

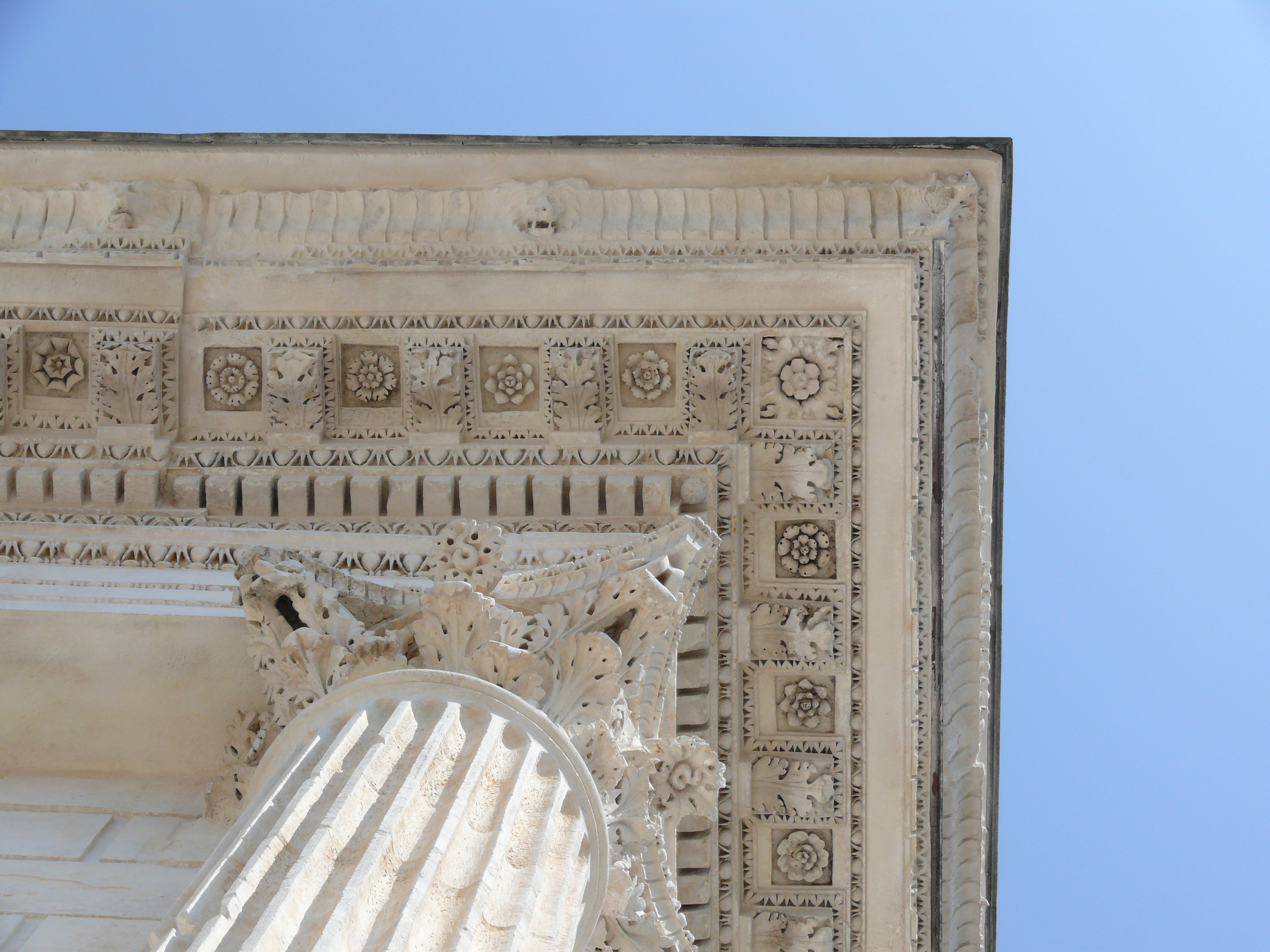
Entablement antique de la Maison carrée à Nîmes. La perspective montre le soffite ouvragé de la corniche. Le soffite fait alterner des modillons et des caissons à fleur. Le soffite est bordé, côté architrave et côté larmier, de rais-de-cœur. Le bord extérieur de la corniche est composé de larmier et cimaise.

### Période antique
Dans les ordres d'architecture dorique, ionique et corinthien, la corniche est la partie supérieure de l'entablement, au-dessus de la frise. Elle couronne l'ordre et sa disposition en saillie protège les parties inférieures de l'écoulement des eaux pluviales. Elle est généralement surmontée d'un chéneau et supporte la couverture. Elle est frontale quand elle passe horizontalement le long du mur gouttereau, latérale quand elle passe horizontalement le long du mur gouttereau, et rampante quand elle passe obliquement le long des rampants d'un fronton. Lorsque les ordres se superposent, le corniche ne supporte pas de couverture, mais son dessus est plat, afin de recevoir les colonnes ou les pilastres supérieurs.
La partie principale de la corniche, horizontale et en saillie par rapport au reste de la construction, est appelée larmier, dont la partie inférieure et visible est appelée soffite ou, simplement, « plafond » du larmier. Dans certains cas, le soffite du larmier peut surplomber une face verticale taillée dans le même bloc, et qui est désignée comme la base de la corniche.

#### Ordres canoniques
Dans l'ordre dorique, la base de la corniche présente un bandeau plat, qui peut être peint, comme dans la tholos d'Épidaure. Le soffite du larmier présente souvent une série de plaquettes, les mutules, ornés par des rangées de gouttes, et qui se répètent régulièrement au-dessus des triglyphes et des métopes. Ils sont le souvenir des structures originelles en bois dont on continue d'imiter les chevilles. Dans d'autres cas, comme dans le temple de Déméter à Paestum, les mutules sont remplacés par des caissons. Le soffite se relie au front du larmier par un angle aigu, le bec-du-larmier, qui empêche le retour des gouttes vers l'intérieur,.
Dans l'ordre ionique, on retrouve une superposition analogue à l'ordre dorique. La base de la corniche comporte une mouluration en talons. Le soffite n'est pas plat, mais creusé, d'où son nom de larmier cave. Généralement, la saillie du larmier est soutenue par des denticules en saillie qui imitent des poutrelles de support ou des chevrons. Le front du larmier est couronné par un ovolo ou par un bec-de-corbin, qui brise les gouttes et évite les infiltrations d'eau,. 
Dans l'ordre corinthien, on utilise indifféremment l'entablement dorique ou ionique.

#### Ordres hellénistiques et romain
Dès la fin de l'époque hellénistique, ces éléments s'enrichissent et se compliquent. La multiplication des moulures dans la partie haute des édifices apparaît d'ailleurs comme une tendance générale de l'architecture hellénistique. Dans le style pergaménien, inspiré de la corniche de style dorique, le soffite est très débordant et les mutules sont remplacés par des plaques très larges. Cette multiplication des moulures dans la partie haute des bâtiments hellénistiques se poursuit durant la période romaine.
On remarque également, au début de l'époque impériale, que l'ordre corinthien reçoit un entablement propre. Les corniches sont ornées de modillons, sortes de consoles plus larges que les simples denticules, qui soutiennent le soffite du larmier. L'espace entre les modillons est occupé par des surfaces rectangulaires, les entre-modillons, qui peuvent être nus ou ornés de caissons. Le front de larmier comporte généralement, au-dessus d'un large bandeau plat, un couronnement. Mais l'invention des modillons n'entraîne pas, comme il eût été logique, l'abandon des denticules, que l'on conserve comme simple ornement au-dessous des modillons : à la tour des Vents d'Athènes, le couronnement de la corniche hellénistique est encore ornée de denticules,.

### Période médiévale
Dans l'architecture médiévale, la corniche est un simple bandeau qui s'avance en surplomb pour éloigner la gouttière des murs. Elle repose généralement sur des corbeaux ou des modillons sculptés, placés à intervalles réguliers. À l'intérieur d'un édifice, la corniche assure un encorbellement continu et joue un rôle important dans la décoration.

#### La corniche beauvaisine
La corniche beauvaisine est un type de corniche sculptée d’une succession d’arcs contenant deux contre-arcs en plein cintre. Elle est très répandue dans la région de Beauvais au XIIe siècle.

### Période moderne et contemporaine
C'est la corniche romaine qui sert de modèle pour les édifices construits de la Renaissance au début du XXe siècle. Dans l'ordre toscan, la corniche est simple et sans ornements.

## Galerie

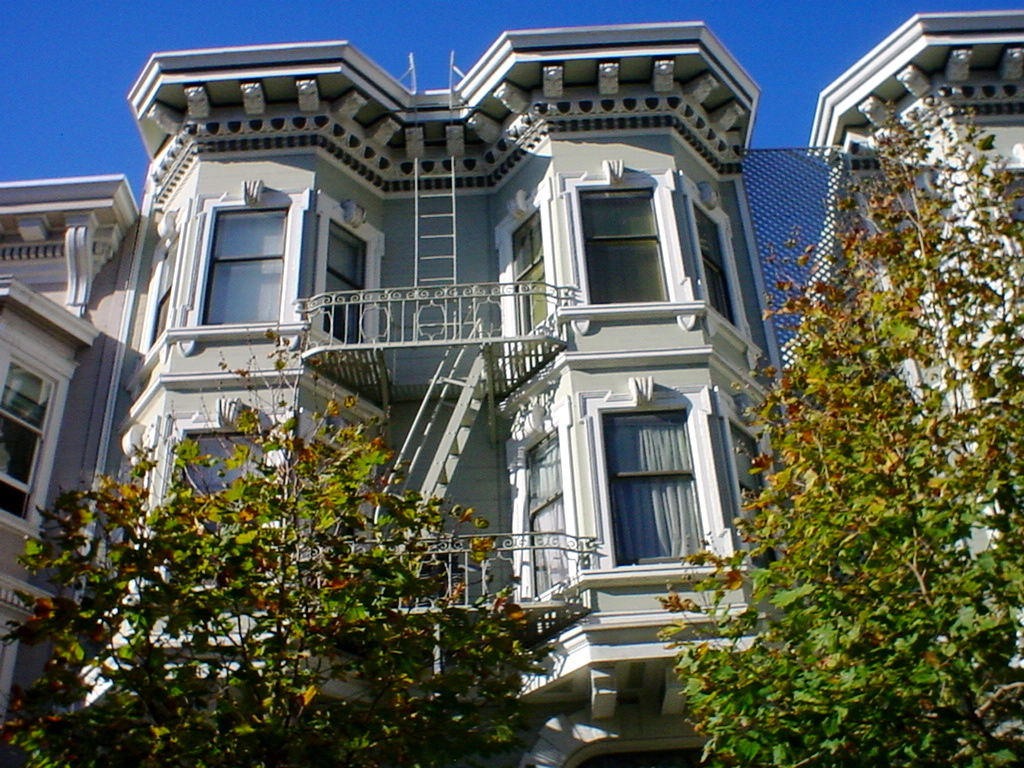
Corniche d'une résidence à San Francisco.
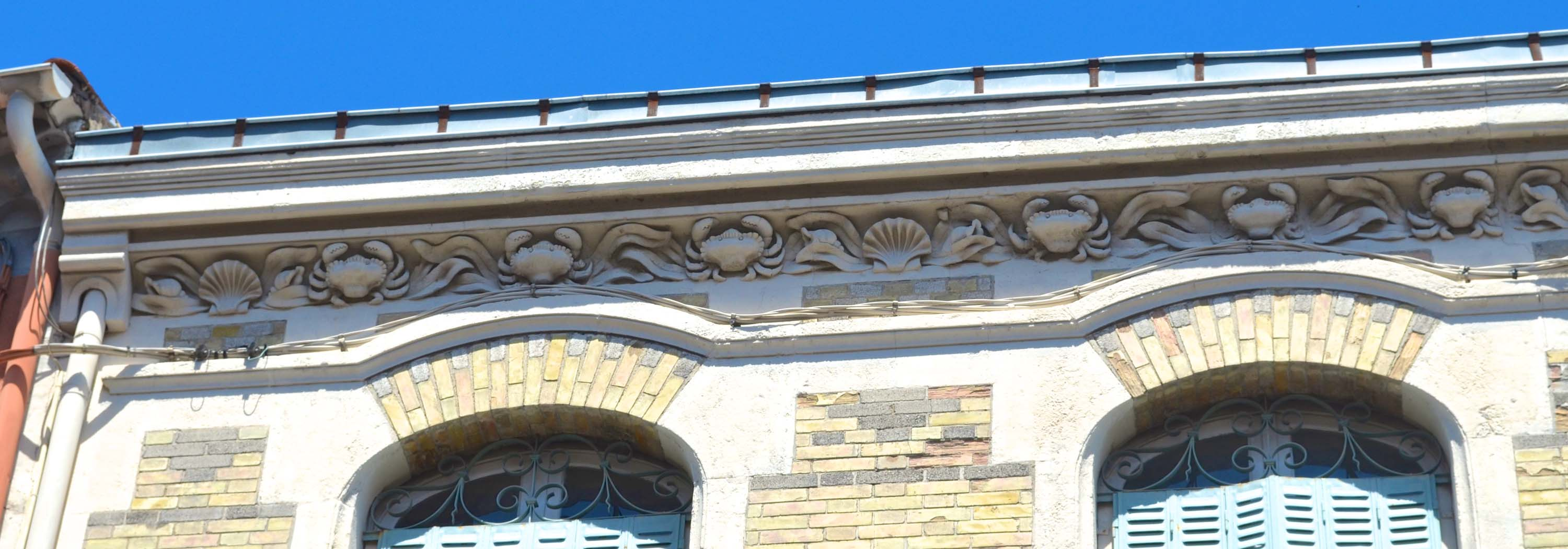
Corniche à décor de crabes et coquillages, Valence (Drôme).
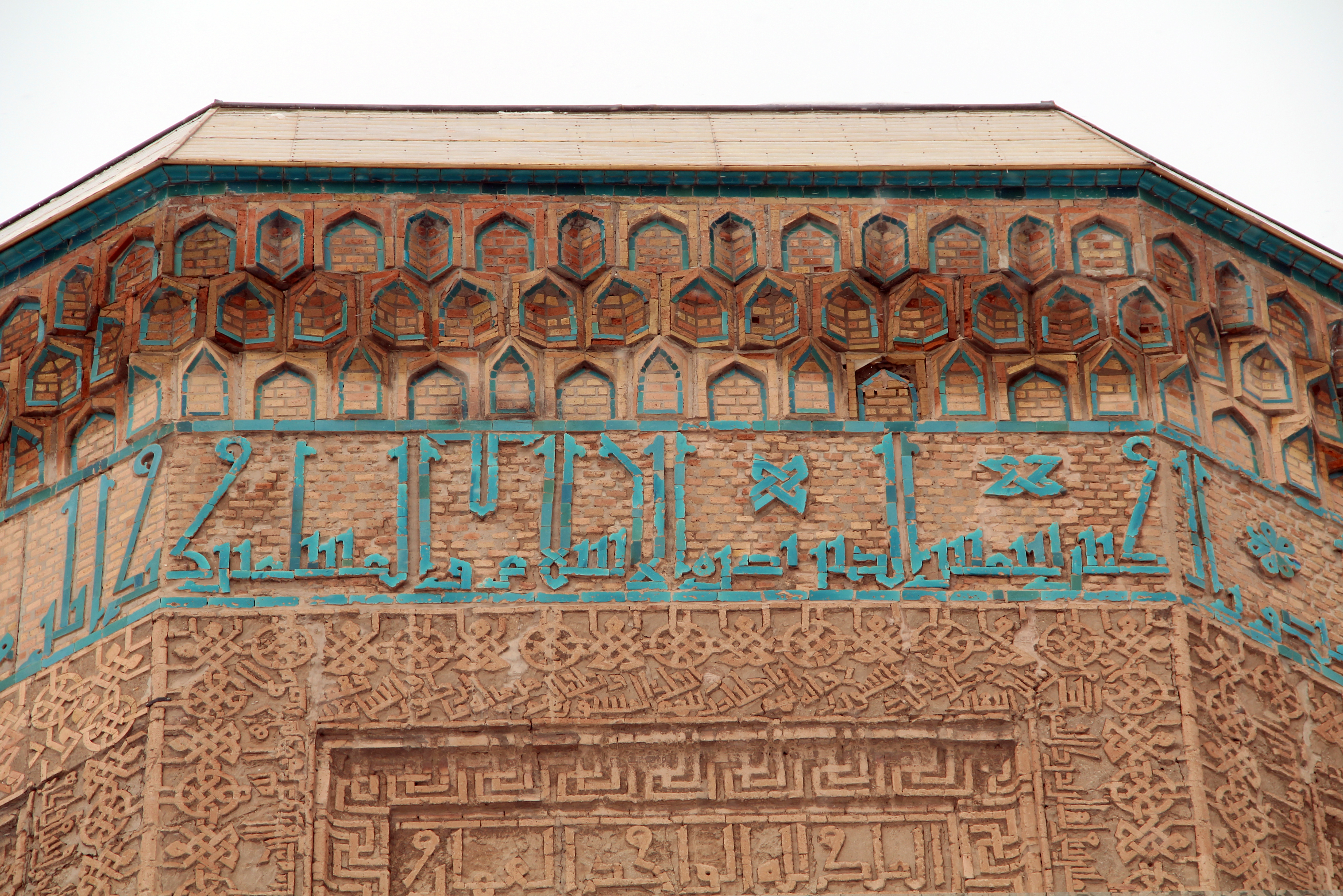
Vue d'une corniche à muqarnas. Mausolée de Momine Khatun, xiie siècle, Baku.

## Vocabulaire

### En maçonnerie
- Architrave : des trois parties d'un entablement, celle qui pose sur les chapiteaux des colonnes ou pilastres. L'architrave représente une poutre faite en pierre ; elle se compose de plusieurs claveaux en coupe[M 1].
- Avancée : dimension horizontale de la corniche, celle qui est au contact du plafond.
- Corniche : en général, le couronnement d'un corps par quelque saillie ornée de moulure[M 2].
  - Corniche de piédestal : corniche qui couronne le piédestal sur lequel est posée la base du fût d'une colonne[M 2].
  - Corniche de couronnement : corniche au haut d'une façade, qui porte l'égout du comble. On la nomme le plus souvent entablement.
  - Corniche architravée : c'est celle qui est confondue avec l'architrave, la frise étant supprimée[M 3] ;
  - Corniche rampante : corniche qui suit la pente d'un fronton. Corniche d'appartement. C'est celle qui encadre le plafond.
  - Corniche en chanfrein. C'est une corniche qui n'a que de la saillie sans moulure. On la nomme capucine[M 3].
- Cimaise : dernière moulure d'une corniche, celle qui couronne ; elle est ondée par son profil, dont la moitié est concave et l'autre moitié convexe. On la nomme ordinairement doucine[M 4].
- Denticule : moulure carrée, taillée ou non. L'espace vide entre les denticules se nomme métoche[M 5].
- Larmier : le plus fort membre carré d'une corniche ou entablement dont le plafond est ordinairement creusé en canal pour faire égoutter l'eau et la faire tomber goutte à goutte loin du mur. Le bord extérieur de ce canal se nomme mouchette. On appelle le plus communément mouchette le larmier même[M 6].
- Modillon : espèce de console en saillie qui semble soutenir le plafond du larmier d'un entablement ou d'une corniche[M 7].
- Retombée : dimension verticale de la corniche ; celle qui est au contact du mur.
- Soffite : le dessous de ce qui est suspendu. Soffite d'architrave, de larmier : face unie ou décorée sous une architrave ou sous un larmier[M 8].

### En menuiserie
- Architrave : partie lisse qui est en contrebas d'une corniche et qui est terminée par un astragale ou autre moulure[N 2].
- Cimaise : partie d'une grande corniche qui est toute ornée de moulures[N 3].
- Corniche : en général le couronnement d'un corps, tel qu'un parquet de glace, une porte, une armoire, une cloison grillée, par quelques saillies ornées de moulures ; c'est encore les planches qui encadrent le dessous d'un plafond[N 4].
  - Corniche d'imposte : celle qui couronne le haut d'une porte[N 4].
  - Corniche volante : celle qui est faite avec des planches plus ou moins larges et épaisses, assemblées à rainures et languettes, et dont les faces suivent la forme des divers membres de moulures dont elle est composée[N 4].
- Denticule : petit carré formé par l'évidement qu'on fait dans le filet au-dessous du larmier d'une corniche[N 5].
- Entaille en contre-profil : on donne ce nom à celle faite sur l'épaisseur d'un champ, suivant la saillie des cadres, cimaise et autres parties saillantes d'un lambris, d'une corniche[N 6].
- Fronton : deux parties de corniche qui s'élèvent des deux extrémités d'un avant-corps, et viennent se rencontrer au milieu où elles forment un angle obtus. Il y a des frontons triangulaires et des frontons circulaires[N 1].
- Imposte : on appelle encore de ce nom la moulure ou corniche qui couronne le dessus d'une porte[N 7].
- Larmier : dans une corniche, une partie lisse et horizontale qui forme plafond[N 8].
- Modillon : espèce de petite console, ou plutôt une partie saillante et contournée qui semble soutenir le larmier d'une corniche[N 9].
- Mouchette : partie pendante formant le devant du larmier d'une corniche[N 10].
- Soffite : la face horizontale ou plafond d'une corniche. Il y en a des droits et des bombés[N 11].